# Quitzow
Familjen von Quitzow är en uradlig släkt med ursprung från antingen germansk kolonialadel eller vendiska hövdingar. Mycket talar för det senare. År 1166 urkundliggörs att bröderna ”Raclav et Darsleff de Duo Stellarumi occidunt,” d.v.s. att bröderna av de två stjärnorna bragtes om livet år 1166.
Härtill hör att familjen von Quitzow som har ett liknande vapen. Dessa förnamn stärker uppfattningen att släkten har vendiskt (slaviskt) påbrå.

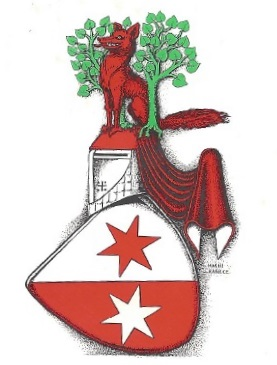
Originalvapnet så som det återgivits av heraldikern Jan Raneke.

År 1220 urkundliggörs ”Herr Nicolaus de Quitzowen” fogde i Perleberg. År 1258 urkundliggöres ”Her Koneke de Quitzowen Miles de Havelberg”. Den senare var alltså riddare och befälhavare över den fortifierade slottskyrkan i Havelberg.
Sedermera erhöll riddaren Kuno von Quitzow en spektakulär seger över Hertigarna av Lüneburg och Lauenburg vid släktfästningen Kletzke.
Hans söner Dietrich och Johann blev de berömda personligheterna som givit upphov till flerfaldiga publikationer. Deras tid kallas i Brandenburg ”die Quitzowzeit”.
Senare företrädare för släkten hade framstående ställningar som konturer av Johanniter-orden och Lantråd (”Landrat”). Även inom den preussiska militären har släkten kvarlämnat betydande minnen. Som exempel kan nämnas Christian Heinrich von Quitzow som var fältmarskalk och hade kavalleriregemente nr 6 under sitt kommando.
Släkten kom 1309 till Danmark genom Eggert Quitzow som var lagman på Fyn. Släkten var framstående inom den gamla danska adeln och bröderna Erik respektive Henning var general respektive överste inom den danska armén. Erik var den siste danske kommendanten i Malmö och Henning var motsvarande i Helsingborg. Båda var såsom fortifikationsofficerare involverade i försvaret av Köpenhamn 1659. 
Släkten kvarlever i Sverige, Tyskland och Namibia.